# Kay Suzanne Memorial Cup
Der Kay Suzanne Memorial Cup (ehemals Kay Suzanne Memorial Trophy) war ein Snookerturnier, das von 2011 bis 2013 im Rahmen der Players Tour Championship in The Capital Venue (früher: South West Snooker Academy) in Gloucester ausgetragen wurde.
Das Turnier war nach Kay Suzanne, der an Brustkrebs verstorbenen Schwester des Inhabers der Gloucester Academy, Paul Mount, benannt, und sollte auf das Thema Brustkrebs aufmerksam machen.
Letzter Titelträger war der Nordire Mark Allen.

## Sieger
| Jahr                        | Austragungsort                        | Sieger                      | Ergebnis                    | Finalist                    | Hauptsponsor                | Saison                      |
| Kay Suzanne Memorial Trophy | Kay Suzanne Memorial Trophy           | Kay Suzanne Memorial Trophy | Kay Suzanne Memorial Trophy | Kay Suzanne Memorial Trophy | Kay Suzanne Memorial Trophy | Kay Suzanne Memorial Trophy |
| --------------------------- | ------------------------------------- | --------------------------- | --------------------------- | --------------------------- | --------------------------- | --------------------------- |
| 2011                        | Gloucester South West Snooker Academy | Ronnie O’Sullivan           | 4:2                         | Matthew Stevens             | –                           | 2011/12                     |
| 2012                        | Gloucester South West Snooker Academy | John Higgins                | 4:2                         | Judd Trump                  | –                           | 2012/13                     |
| Kay Suzanne Memorial Cup    |                                       |                             |                             |                             |                             |                             |
| 2013                        | Gloucester – The Capital Venue        | Mark Allen                  | 4:1                         | Judd Trump                  | –                           | 2013/14                     |